# Forgia (saggio)
Forgia è un libro di san Josemaría Escrivá de Balaguer, fondatore dell'Opus Dei, pubblicato  per la prima volta nel 1987. Si contano 514 587 copie in 97 edizioni.

## Contenuto
Il libro ha 1055 punti per la meditazione, divisi in 13 capitoli preceduti da un Prologo dell'autore:
1. Folgorazioni
2. Lotta
3. Sconfitta
4. Pessimismo
5. Tu puoi!
6. Lottare ancora
7. Risorgere
8. Vittoria
9. Lavoro
10. Crogiolo
11. Selezione
12. Fecondità
13. Eternità